# Fotbalový Klub Viktoria Žižkov
L'FK Viktoria Žižkov, comunemente chiamato Viktoria Žižkov, è una società calcistica ceca con sede a Žižkov, nel distretto di Praga. Milita nella 2. liga, la seconda divisione del campionato ceco di calcio.
Ha vinto un campionato cecoslovacco (nel 1927-1928) e 2 Coppe della Cecoslovacchia.

## Palmarès

### Competizioni nazionali
- Campionato cecoslovacco: 1

1927-1928
- Coppa della Repubblica Ceca: 2

1993-1994, 2000-2001
- Druhá Liga: 1

2006-2007
- Česka fotbalová liga: 1

2022-2023

### Altri piazzamenti
- Campionato cecoslovacco:

Secondo posto: 1917, 1924, 1928-1929
Terzo posto: 1925, 1925-1926, 1929-1930
- Campionato ceco:

Terzo posto: 2001-2002, 2002-2003
- Coppa della Repubblica Ceca:

Finalista: 1994-1995
- Druhá Liga:

Secondo posto: 2010-2011
- Coppa dell'Europa Centrale:

Semifinalista: 1928

## Statistiche

### Statistiche nelle competizioni UEFA
Tabella aggiornata alla fine della stagione 2017-2018.
| Competizione                  | Partecipazioni | G | V | N | P | RF | RS |
| ----------------------------- | -------------- | - | - | - | - | -- | -- |
| Coppa delle Coppe             | 1              | 4 | 1 | 2 | 1 | 6  | 7  |
| Coppa UEFA/UEFA Europa League | 1              | 6 | 3 | 0 | 3 | 8  | 6  |

## Organico

### Rosa 2019-2020
Aggiornata al 31 agosto 2019.
| N. |                        | Ruolo | Calciatore       |
| -- | ---------------------- | ----- | ---------------- |
| 2  | Serbia (bandiera)      | D     | Filip Maksić     |
| 5  | Uganda (bandiera)      | D     | Isaac Muleme     |
| 7  | Rep. Ceca (bandiera)   | A     | Jaroslav Diviš   |
| 8  | Rep. Ceca (bandiera)   | D     | Marek Opluštil   |
| 9  | Rep. Ceca (bandiera)   | C     | Miroslav Petrlák |
| 10 | Brasile (bandiera)     | A     | Felipe Egidio    |
| 11 | Rep. Ceca (bandiera)   | C     | Tomas Cabadaj    |
| 12 | Brasile (bandiera)     | C     | Guttiner         |
| 13 | Rep. Ceca (bandiera)   | C     | Jakub Urbanec    |
| 14 | Slovacchia (bandiera)  | C     | Igor Súkenník    |
| 15 | Rep. Ceca (bandiera)   | D     | Luboš Tusjak     |
| 16 | Stati Uniti (bandiera) | C     | Luis Gil         |

| N. |                        | Ruolo | Calciatore         |
| -- | ---------------------- | ----- | ------------------ |
| 17 | Rep. Ceca (bandiera)   | C     | Josef Bazal        |
| 18 | Ecuador (bandiera)     | C     | Augusto Batioja    |
| 19 | Rep. Ceca (bandiera)   | D     | Michal Řezáč       |
| 20 | Rep. Ceca (bandiera)   | D     | David Březina      |
| 21 | Azerbaigian (bandiera) | C     | Samir Qurbanov     |
| 22 | Rep. Ceca (bandiera)   | D     | Martin Antl        |
| 23 | Rep. Ceca (bandiera)   | P     | Pavel Soukup       |
| 24 | Slovacchia (bandiera)  | C     | Filip Halgoš       |
| 26 | Rep. Ceca (bandiera)   | A     | David Čapek        |
| 27 | Rep. Ceca (bandiera)   | P     | Karel Hrubeš       |
| 28 | Argentina (bandiera)   | C     | Maximiliano Cabaña |
| 44 | Rep. Ceca (bandiera)   | P     | Milan Švenger      |